# Пиркгеймер, Каритас
Каритас Пиркгеймер (нем. Caritas Pirckheimer), имя при рождении Барбара Пиркгеймер  (Barbara Pirckheimer; 21 марта 1467, Айхштетт, Средняя Франкония — 19 августа 1532, Нюрнберг, Средняя Франкония) — католическая монахиня, аббатиса нюрнбергского монастыря Святой Клары.
Родилась в Айхштетте, была старшей из двенадцати детей дипломата Иоганна Пиркгеймера. Одним из её братьев был Виллибальд Пиркгеймер. Когда отец Барбары стал советником герцога Баварии Альбрехта V, семья переехала в Мюнхен. В 1488 году Барбара потеряла мать.
Барбара получала образование вместе со своими братьями, а также принимала участие во встречах неформальной дискуссионной группы, которую создал её отец. Она свободно говорила на латинском языке. В возрасте двенадцати лет она начала учиться в монастырской школе при монастыре Святой Клары в Нюрнберге, а четыре года спустя присоединилась к ордену кларисс-капуцинок, взяв имя Каритас.
Каритас руководила монастырской школой и работала в библиотеке, а в 1503 году была избрана аббатисой.
Брат Каритас Виллибальд посвятил ей издания текстов Плутарха, Фульгенция и Григория Богослова. Также он делился мнением сестры со своими друзьями, что в 1590-х годах привело к установлению переписки между Каритас и её современниками-гуманистами. Конрад Цельтис называл Каритас «новой Хросвитой».
Переписка Каритас с гуманистами приобрела известность, в результате чего ей запретили писать на латыни и вмешиваться в политику. Однако запрет имел обратный эффект. Некоторое время Каритас вела споры через зарешёченное окно монастыря.
Начиная с 1517 года в Нюрнберге широко обсуждались идеи Мартина Лютера. Виллибальд Пиркхаймер стал одним из сторонников реформатора. Когда письмо, в котором Каритас критиковала Лютера, было опубликовано без ее ведома в виде брошюры в 1523 году, между братом и сестрой произошёл временный конфликт.
В 1525 году городской совет, члены которого обратились в протестантизм, постановил закрыть монастырь кларисс-капуцинок и монастырские школы для девочек. Монахини во главе с аббатисой выступили против властей. Дело получило огласку благодаря известности Каритас как гуманиста. Благодаря поддержке Филиппа Меланхтона городской совет не закрыл монастырь, однако запретил принимать новых монахинь. В 1591 году монастырская церковь стала протестантской, а помещения монастыря переданы городу.
С 90-х годов XV века Каритас работала над хроникой ордена францисканцев, начиная с повествования о святом Франциске и святой Кларе. Хроника первоначально была написана на немецком языке и переведена на латынь около 1501 года. В период с конца 1524 по начало 1526 года, а затем в конце 1527 года Каритас описывала конфликт с нюрнбергским городским советом. Вероятно, уже после её смерти в хронику была добавлена последняя глава, содержащая её письма.